# 奧科內克
奧科內克是波蘭的城鎮，位於該國西北部，由大波蘭省負責管轄，面積6.01平方公里，是該地區的服務業、商業和工業中心，鎮上有多座湖泊，2006年人口3,827。
53°32′N 16°51′E / 53.533°N 16.850°E